# غارة إدلب 2014
تشير غارة مدينة إدلب 2014 إلى عملية عسكرية في محافظة إدلب خلال الحرب الأهلية السورية التي قام بها أساسا الجهاديون السلفيون المدعومون من المتمردين الإسلاميين ضد الحكومة السورية.

## هجوم المتمردين
شن متمردو جبهة النصرة هجوما على مدينة إدلب والمسطومة ليلا بهدف قطع المدينة عن الجنوب. خلال هذا الهجوم، تم تفجير سيارات انتحارية عند أربعة حواجز للجيش المحيطة بالمدينة، مما اسفر عن مقتل «العشرات» من الجنود، بينما استولى المتمردون على تلة المسطومة. استعاد الجيش في وقت لاحق التلة. وفقا للمرصد السوري لحقوق الإنسان، قتل 10 جنود وتسعة متمردين على التلة. وتمكن المتمردون أيضا من التسلل إلى المدينة واستولوا على قصر المحافظ ومقر الشرطة بمساعدة أفراد من الشرطة المحلية واللجان الشعبية. استغلوا انقطاع التيار الكهربائي قبل الفجر وفقا لقائد شرطة إدلب. استعادت القوات الموالية للحكومة هذه المباني في وقت لاحق من ذلك اليوم بعد انسحاب المتمردين من المدينة. يعتقد ان المتمردين قطعوا رؤوس ما لا يقل عن 70 جنديا (بمن فيهم ضباط الجيش) في المبنيين الذين كانوا يحتجزونهما قبل الانسحاب. استنادا إلى أحد نشطاء المعارضة في المدينة، واصل المتمردون احتجاز الحواجز المحيطة التي أخذوها في الصباح.
وفقا للمرصد السوري لحقوق الإنسان، قتل ما لا يقل عن 20 مقاتلا مؤيدا للحكومة و15 متمردا وأربعة مدنيين خلال العملية، بينما أشار المصدر نيوز إلى مقتل 21 مقاتلا حكوميا (17 من قوات الدفاع الوطني و4 من الجيش) و70 مقاتلا متمردا. تشمل الخسائر بين المتمردين خلية نائمة من جند الأقصى، اكتشفت بعد أن اعترضت القوات العسكرية الاتصالات اللاسلكية المتمردة، وقادة المتمردين المحليين. زعمت جبهة النصرة أنها عزلت أيضا المدينة وألقت القبض على 12 جنديا وصادرت دبابتين خلال العملية.